# Odontosciara cyclota
Odontosciara cyclota är en tvåvingeart som beskrevs av Yang, Zhang och Yang 1995. Odontosciara cyclota ingår i släktet Odontosciara och familjen sorgmyggor.
Artens utbredningsområde är Zhejiang (Kina). Inga underarter finns listade i Catalogue of Life.